# Državna cesta D416
D416 je državna cesta u Hrvatskoj. Ukupna duljina iznosi 0,9 km.